# Elecciones generales de Bermudas de 1998
Elecciones generales tuvieron lugar en Bermudas en noviembre de 1998. El resultado fue una victoria para el Partido Laborista Progresista, el cual ganó 26 de los 40 escaños en la Asamblea.

## Resultados
| Partido | Votos | %     | +/–  | Escaños | +/– |
| --- | ----- | ----- | ---- | ------- | --- |
| Partido Laborista Progresista | 30422 | 54,57 | 8,73 | 26      | 8   |
| Partido Unido de Bermudas | 24706 | 44,32 | 6,19 | 14      | 8   |
| Partido Liberal Nacional | 471   | 0,84  | 2,03 | 0       | 0   |
| Independientes | 147   | 0,26  | 0,53 | 0       | 0   |
| Total | 55746 | 100   | -    | 40      | 0   |
| Votantes registrados/participación                                                                                               | 35499 |       | -    | –       | –   |
| Fuente: Registro Parlamentario (enlace roto disponible en Internet Archive; véase el historial, la primera versión y la última). |       |       |      |         |     |